# Magnus Mansner
Magnus Mansner (* 1957) ist ein ehemaliger finnischer Radrennfahrer und nationaler Meister im Radsport.

## Sportliche Laufbahn
1977 wurde Mansner nationaler Meister im Straßenrennen. 1979 wurde er Vize-Meister hinter Harry Hannus. 1980 gewann er auch die Titel im Mannschaftszeitfahren und in der Mannschaftsverfolgung auf der Bahn.
Im Rennen der UCI-Straßen-Weltmeisterschaften 1976 schied er aus, 1979 wurde er 85. Er bestritt auch die Mannschaftsverfolgung bei den UCI-Bahn-Weltmeisterschaften mit Harry Hannus, Patrick Wackström und Sixten Wackström. 1981 wurde dieser Vierer 17. der UCI-Bahn-Weltmeisterschaften. 1982 gewann er eine Etappe der Ostschweizer Rundfahrt. 
In Finnland gewann er die Eintagesrennen Hyrylän ajot 1976, 1979, 1981 und 1985, Kortteliajot–Turku 1977, Pinna-ajot 1978 und 1979, Mynämäen ajot und Tuusulanjärven ympäriajo 1980, Eläintarha ajot und Porvoon Energia kortteliajot 1981 sowie Siuntion ajot 1984. 
Viermal startete er in der Internationalen Friedensfahrt. Er wurde 1977 89., 1978 50. und 1980 52. der Gesamtwertung. 1985 schied er jeweils aus.